# Dagli Appennini alle Ande (film 1916)
Dagli Appennini alle Ande è un film del 1916 diretto da Umberto Paradisi.
È l'ottavo episodio del serial cinematografico Cuore (1915-1916), in cui due attori bambini, Ermanno Roveri e Luigi Petrungaro, si alternano come protagonisti dei nove racconti mensili del romanzo di Edmondo De Amicis. Qui è il turno di Ermanno Roveri, interprete anche di Il piccolo patriota padovano, Il piccolo scrivano fiorentino, Valor civile e Naufragio, mentre a Luigi Petrungaro furono affidati La piccola vedetta lombarda, Il tamburino sardo, L'infermiere di Tata e Sangue romagnolo..
L'episodio Dagli Appennini alle Ande è tra i più rappresentati tra i racconti mensili del libro Cuore. Ermanno Roveri nel 1916 è il primo di una lunga serie di attori bambini che si sono succeduti nel ruolo del piccolo Marco in numerosi adattamenti cinematografici e televisivi: Cesare Barbetti (1943), Marco Paoletti (1959), Damiano Ruggeri (1984), Umberto Caglini (1990) e Sergi Méndez (2011-12).

## Produzione
Il film fu prodotto in Italia da Gloria Film.

## Distribuzione
Fu distribuito da Gloria Film nelle sale cinematografiche italiane nel 1916.